# اورسول ویبو
اورسول ویبو (فرانسوی: Ursule Wibaut‎؛ زادهٔ ۱۸۸۷ - درگذشته نامشخص) بازیکن فوتبال اهل فرانسه بود.
وی همچنین در تیم ملی فوتبال فرانسه بازی کرده‌است.